# 2007 au Vatican
Chronologie du Vatican
- 2003
- 2004
- 2005
- 2006
- 2007
- 2008
- 2009
- 2010
- 2011

## Chronologie

### Février 2007
- Jeudi 22 février 2007 : Fête de la Chaire de saint Pierre

Publication de la première exhortation apostolique du pape Benoît XVI : Sacramentum caritatis. Cette encyclique développe une théologie et une catéchèse sur l'Eucharistie, elle est composée de trois parties : "Eucharistie, mystère de croire", "Eucharistie mystère à célébrer", "Eucharistie, mystère à vivre". Cette exhortation est le fruit du synode des évêques réunis du 2 au 23 octobre 2005.

### Décembre 2007
- Jeudi 20 décembre 2007 : visite officielle du président de la République française : Nicolas Sarkozy, ou au cours de la visite il a reçu le titre de chanoine du Latran[3].